# Alice Weidel
Alice Elisabeth Weidel (Gütersloh, 6 febbraio 1979) è una politica tedesca, co-presidente del partito di estrema destra Alternative für Deutschland (AfD) insieme a Tino Chrupalla dal giugno 2022.
Dal 2017 capogruppo di AfD al Bundestag insieme ad Alexander Gauland, è stata leader dell'opposizione dal 2017 al 2021.

## Biografia
Il nonno paterno Hans, fuggito da Leobschütz (oggi Glubczyce) in Alta Slesia - ora in Polonia -, è stato un membro delle SS, offertosi volontario come alto giudice militare hitleriano, sfuggito ai processi del dopoguerra.
Cresciuta a Harsewinkel, una cittadina nei pressi di Gütersloh, consegue la maturità presso il liceo CJD di Versmold e studia economia politica ed aziendale presso l'università di Bayreuth, dove conclude gli studi tra i migliori del suo anno. Dal luglio 2005 al giugno 2006 lavora come analista nel ramo private equity presso Goldman Sachs a Francoforte sul Meno.
Nel 2011 consegue un dottorato di ricerca presso l'università di Bayreuth occupandosi del sistema previdenziale della Cina. Il suo soggiorno di studio in Cina venne finanziato tramite una borsa di studio del Deutscher Akademischer Austauschdienst e del Ministero federale dell'educazione e della ricerca.
Dal marzo 2011 al maggio del 2013 lavora presso Allianz Global Investors Europe a Francoforte sul Meno. Dopo un breve periodo di lavoro presso un'industria alimentare, heristo, si mette in proprio e inizia l'attività di consulenza aziendale Nel 2015 segue per un breve periodo Rocket Internet e la startup Foodora.

### Politica
Weidel ha aderito ad Alternative für Deutschland (AfD) fin dalla sua fondazione. Nel 2013 entrò nella sezione del Baden-Württemberg dell'AfD, mentre nel 2015 entrò a far parte del consiglio nazionale del partito. Nelle elezioni del Landtag del Baden-Württemberg del 2016 si candidò nel circondario elettorale del Lago di Costanza ma non venne eletta. All'inizio di marzo del 2017 venne sconfitta nell'elezione per rappresentante regionale al congresso regionale dell'AfD da Ralf Özkara che ottenne 224 voti contro 209
Nel'aprile del 2017, durante il congresso nazionale del partito tenutosi a Colonia venne nominata candidato di punta per le elezioni del Bundestag del 2017 insieme al presidente del partito Alexander Gauland, ottenne il 67,7% dei voti Alle elezioni del Bundestag del 2017 è stata candidata nella circoscrizione del lago di Costanza dove ha ottenuto il 10,4% dei voti ed è stata sconfitta dal candidato della CDU Lothar Riebsamen (41,4%). Come candidato principale della lista del partito nel Baden-Württemberg è entrata nel Bundestag, dove è capogruppo del partito.
Da novembre 2019 è vice portavoce federale di AfD e, da febbraio 2020 presidente del suo partito nel Baden-Württemberg.

## Posizioni politiche

### Politica di integrazione e rifugiati
Secondo Weidel la politica sulle richieste di asilo del governo federale contravviene agli "accordi internazionali". Auspica una Fortezza Europa (Festung Europa) e una "politica per lo sviluppo efficace". Rifiuta l'assicurazione sanitaria per i richiedenti asilo, critica quello che secondo la sua opinione è un approccio "naif" ai predicatori estremisti islamici e ha segnalato che le aspettative di integrazione nel mondo del lavoro dei rifugiati sono troppo elevate Ritiene l'afflusso di rifugiati una zavorra incalcolabile per l'economia e lo stato sociale. Accusa gli elettori dei partiti tradizionali di aver "perso la ragione".
Weidel si è espressa a favore di un divieto di burka e niqab e ha sostenuto che anche il velo islamico debba essere "vietato negli spazi pubblici" in quanto "simbolo assolutamente sessista di un'apartheid tra uomini e donne". Weidel si è inoltre espressa a favore della reintroduzione della leva obbligatoria per il controllo delle frontiere, la detenzione di detenuti stranieri al di fuori dei confini, l'inasprimento della procedura per l'ottenimento della cittadinanza ed una maggiore velocità della sua rimozione.
Nel dicembre 2016, durante il talkshow Menschen bei Maischberger, sostenne che Angela Merkel è corresponsabile per il caso di omicidio ai danni di una giovane donna avvenuto a Friburgo in Brisgovia. La conduttrice del talkshow venne criticata in seguito per aver dato a Weidel spazio per parlare durante la trasmissione. In seguito al discorso tenuto da Weidel durante la sua nomina a candidato di punta, nel quale aizzò contro la paura di "stranieri palpeggianti" e incitò ad un impegno per "i nostri valori e la nostra identità" venne definita da Alan Posener nel quotidiano Die Welt come "il futuro della AfD, la nuova Petry. Carismatica, di bella presenza, intelligente, con una buona retorica e apparentemente disposta a sacrificare i principi in nome del potere".

### Politica economica
Da un punto di vista della politica economica, Weidel si è espressa in favore dell'abolizione del contante e ha proposto di escludere Spagna e Portogallo dall'Eurozona. Ha anche sostenuto l'uscita della Germania dall'Euro e il ritorno a una valuta coperta dalla parità aurea, la semplificazione delle imposte e l'abolizione della imposta di successione. È contraria al salario minimo.

### Politiche famigliari e unioni civili
Nonostante le dichiarazioni contrarie di altri membri dell'AfD e una linea di partito poco precisa in cui il programma si esprime a favore della "famiglia tradizionale", ma non chiarisce se un'unione civile con figli è definibile come famiglia, Weidel ritiene l'AfD "garante dei diritti degli omosessuali". Associa questa posizione con il rifiuto nei confronti dei richiedenti asilo e della religione islamica. Weidel ha sostenuto che la sua politica familiare è più liberale di quella del suo partito: "famiglia è dove ci sono bambini".

### Questioni interne al partito
Dopo il congresso nazionale del 2017 Weidel e Gauland interruppero i rapporti con la portavoce Frauke Petry; questa dichiarò nell'agosto del 2017 la sua disponibilità al dialogo con i due candidati di punta. Nella settimana precedente all'elezione del Bundestag 2017, Petry prese le distanze da entrambi e dichiarò la sua comprensione per l'orrore provato dagli elettori per le dichiarazioni dei due candidati.
Secondo resoconti dei mass media, Weidel votò a favore  dell'esclusione nel corso del procedimento di espulsione di Björn Höcke Dopo la sua nomina a candidato di punta, Weidel affermò che avrebbe condotto la campagna elettorale anche insieme a lui.
Nel dibattito sorto intorno a un'affermazione di Alexander Gauland su Aydan Özoğuz, secondo cui la donna politica socialdemocratica andava "smaltita in Anatolia", paese di origine dei nonni, Weidel difese Gauland sostenendo che il giudizio sulla frase fosse una "questione di gusto", ma che, nella sostanza, Gauland aveva ragione.

## Controversie

### AffaireExtra-3
Dopo la sua nomina a candidato di punta, Alice Weidel sostenne che il concetto di "politicamente corretto" appartenesse alla "discarica della storia". La frase venne raccolta dal giornalista satirico Christian Ehring nella trasmissione extra 3, che sostenne: "Corretto, basta con il politicamente corretto. Cerchiamo tutti di essere scorretti, la nazi-puttana ha ragione. Sono stato abbastanza scorretto? Lo spero". L'AfD dichiarò l'uscita di Ehring "offensiva e diffamatoria" e preannunciò il ricorso alle vie legali. La richiesta di Weidel di ingiunzione temporanea contro l'emittente televisiva NDR venne rifiutata dal tribunale di Amburgo.

### L'abbandono della trasmissione elettorale
Il 5 settembre 2017 destò l'interesse dei media l'abbandono della trasmissione elettorale Deutschland, wie geht’s? dell'emittente nazionale ZDF in seguito alla richiesta, da parte del segretario generale della CSU Andreas Scheuer, di prendere le distanze da Alexander Gauland e Björn Höcke. Un comunicato stampa di pochi minuti dopo nel quale venne citata solo la conduttrice Marietta Slomka e non Scheuer fece affermare a diversi esperti di comunicazione che l'azione fu calcolata e parte della tattica di campagna elettorale. Anche l'esperto di mimica Dirk Eilert sostenne che l'uscita di Weidel non fu spontanea ma appare studiata e compiaciuta.

### AffaireE-Mail
Due settimane prima delle elezioni il giornale Welt am Sonntag pubblicò il testo di una e-mail che Weidel aveva inviato il 24 febbraio 2013. Nel testo si fa accenno a teorie del complotto appartenenti all'area della Reichsbürgerbewegung. Sinti, Rom e arabi vengono definiti "popoli senza cultura dai quali veniamo inondati". In una prima reazione, Weidel negò di aver mai scritto quel testo ma cambiò atteggiamento quando il giornale Die Welt smentì la sua difesa, presentando una dichiarazione giurata del destinatario: il suo legale confermò quindi l'avvenuto scambio epistolare e ritirò le accuse di falsificazione. In un'intervista concessa alla Leipziger Volkszeitung (LVZ), Frauke Petry dichiarò di comprendere eventuali sentimenti di orrore da parte degli elettori per il contenuto di quella comunicazione, una posizione che fu interpretata dal quotidiano come una presa di distanze della candidata.

### Accusa di pagamenti in nero a una colf siriana con status di rifugiata
Secondo un'inchiesta del quotidiano Zeit Weidel avrebbe ingaggiato in nero una rifugiata siriana come collaboratrice domestica. Dapprima era stata assunta una studentessa di scienze islamiche a Biel, la quale, secondo le sue stesse dichiarazioni al quotidiano, aveva successivamente ceduto il posto a una rifugiata siriana. Weidel negò le accuse e il suo legale comunicò che si trattava di una frequentazione della casa per rapporti di amicizia e senza alcuna forma di retribuzione. Christian Lüth, portavoce di AfD, fece presente che le retribuzioni per l'aiuto domestico erano inferiori ai 750 franchi svizzeri all'anno, somma al di sotto della quale sono considerate esenti da tassazione e non devono essere denunciate alla previdenza sociale cantonale. La studentessa, però, affermò sul quotidiano di aver percepito una retribuzione superiore ai 750 franchi, e di essere sempre stata pagata in denaro contante.

## Vita privata
Secondo le sue stesse dichiarazioni, Weidel vive a Überlingen, sul lago di Costanza, ma, secondo le autorità svizzere, ha la residenza nella cittadina di Biel, nel Canton Berna.
È dichiaratamente lesbica e convive con la produttrice cinematografica Sarah Bossard, cittadina svizzera di origini singalesi, con la quale ha due figli adottivi.

## Opere
- (DE)  Das Rentensystem der Volksrepublik China. Reformoptionen aus ordnungstheoretischer Sicht zur Erhöhung der Risikoresistenz (= Schriften zur Nationalökonomie. Band 60). Verlag P.C.O., Bayreuth 2011, ISBN 978-3-941678-25-5.
- (DE)  Der Euro ist kein Integrationsvehikel für Europa. In: Georg Rüter, Patrick Da-Cruz, Philipp Schwegel (Hrsg.): Gesundheitsökonomie und Wirtschaftspolitik. Festschrift zum 70. Geburtstag von Prof. Dr. Dr. h.c. Peter Oberender. Lucius & Lucius, Stuttgart 2011, ISBN 3-8282-0543-7, S. 188-200.
- (DE)  Chinas Bankensystem im Umbruch: Reformnotwendigkeiten aus ordnungspolitischer Sicht. In: Peter Oberender und Jochen Fleischmann (Hrsg.): China im Aufbruch. Hintergründe und Perspektiven eines Systemwandels. Bayreuth 2004, S. 251-270, ISBN 978-0-06-249853-3.